# Buuz

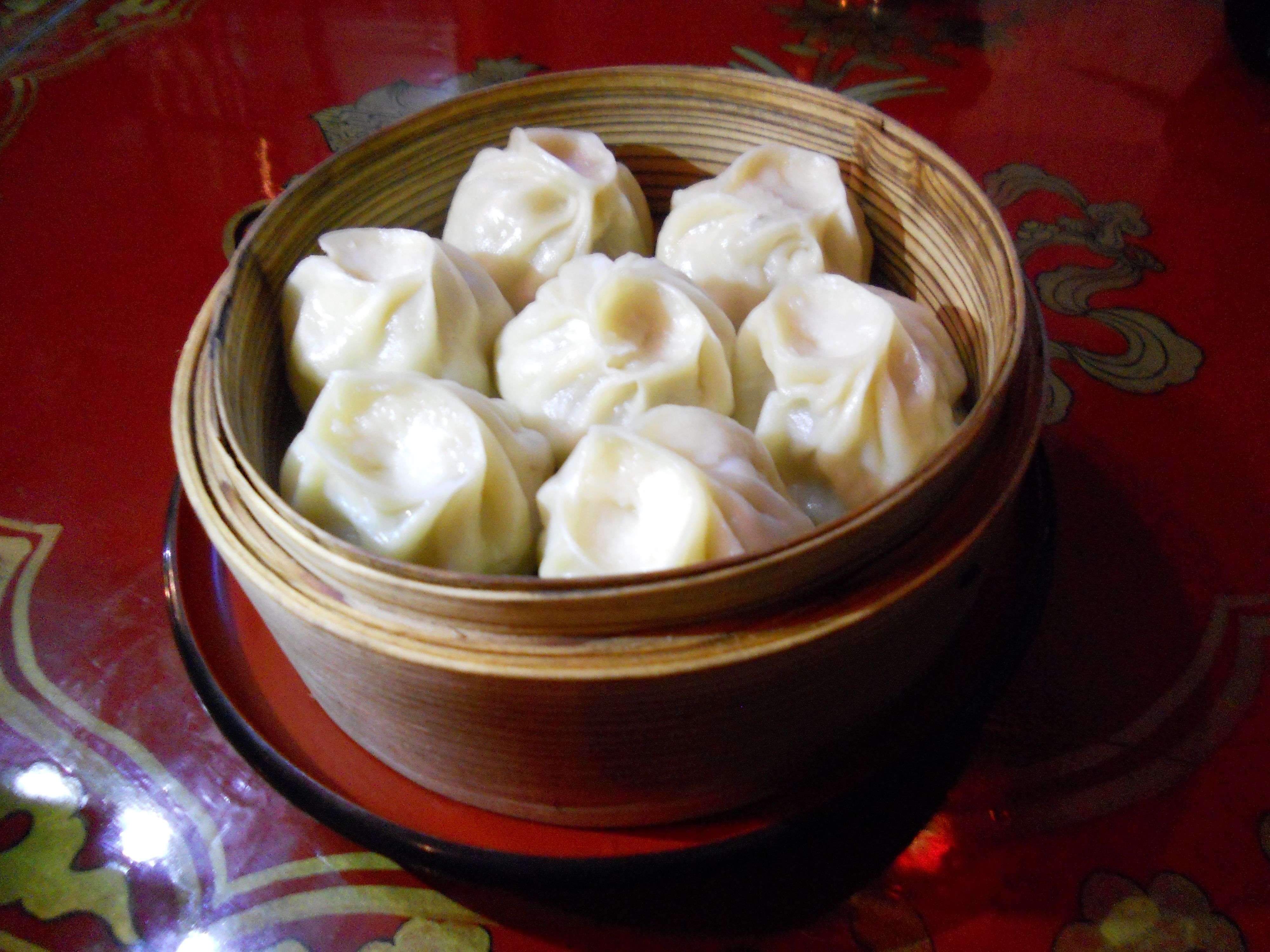
Buuz

Buuz (mongolă Бууз; Buryat: Бууза) este un specific culinar din Mongolia, preparat din carne de oaie, sau vită. 